# فینال جام اتحادیه فوتبال انگلستان ۱۹۶۹
فینال جام اتحادیه فوتبال انگلستان ۱۹۶۹، رقابت پایانی جام اتحادیه فوتبال انگلستان در سال ۱۹۶۹ میلادی است که مابین دو تیم باشگاه فوتبال سوییندون تاون و باشگاه فوتبال آرسنال در ورزشگاه ومبلی لندن برگزار شده‌است.
این مسابقه که در تاریخ ۱۵ مارس ۱۹۶۹ انجام شده‌است با نتیجه ۳ بر ۱ به سود تیم باشگاه فوتبال سوییندون تاون به پایان رسید.